# 13-as busz (Dunaújváros)
A dunaújvárosi 13-as jelzésű autóbusz a Békeváros, Bagolyvár – Kertváros – Autóbusz-állomás – Vasmű út – Dózsa György út – Békeváros, Bagolyvár útvonalon közlekedik körjáratként, 2020. február 17-től. A járatot a Volánbusz üzemelteti.

## Közlekedése
Csak munkanapokon közlekedik, 30 percenként.

## Útvonala
| Békeváros, Bagolyvár → Kertváros → Autóbusz-állomás → Vasmű út → Dózsa György út → Békeváros, Bagolyvár                                                                         |
| --- |
| Békeváros, Bagolyvár – Béke körút – Baracsi út – Dózsa György út – Szórád Márton út – Építők útja – Vasmű út – Dózsa György út – Baracsi út – Béke körút – Békeváros, Bagolyvár |

## Megállóhelyei
| 0  | Békeváros, Bagolyvár végállomás |                                                                     | |
| 3  | PROFI Üzletház                  | 11, 28, 40, 44, 45                                                  | Arany János Általános Iskola, Napsugár Óvoda |
| 5  | Béke körút                      | 11, 28, 40, 44, 45                                                  | INTERSPAR Áruház, Bóbita Óvoda, Százszorszép Óvoda, Lorántffy Zsuzsanna Szakközépiskola és Szakiskola                                                                                       |
| 6  | Kertváros                       | 18, 32, 33, 40, 44, 45                                              | Százszorszép Óvoda, Lorántffy Zsuzsanna Szakközépiskola és Szakiskola |
| 9  | Szórád Márton út 20.            | 2, 4, 8, 11, 18, 20, 22, 23, 24, 25, 27, 29, 32, 33, 35, 40, 44, 45 | Dunaújváros Áruház, Dunaújvárosi Egyetem, Széchenyi István Gimnázium és Kollégium, Dunaújvárosi SZC Kereskedelmi és Vendéglátóipari Szakgimnáziuma és Szakközépiskolája, Csillagvirág Óvoda |
| 11 | Autóbusz-állomás                | 2, 4, 8, 11, 18, 20, 22, 23, 24, 25, 27, 29, 32, 33, 35, 40, 44, 45 | Helyközi autóbusz-állomás, Fabó Éva Sportuszoda, Aquantis Wellness- és Gyógyászati Központ, Vásárcsarnok, Dunaújvárosi Egyetem, Vasvári Pál Általános Iskola                                |
| 13 | Ady Endre utca                  | 2, 3, 8, 11, 18, 20, 22, 23, 24, 25, 29, 32, 33, 35, 40, 45         | Dunaújvárosi Víz-, Csatorna- Hőszolgáltató Kft., Stadion |
| 14 | Dózsa Mozi                      | 2, 3, 8, 11, 18, 20, 22, 23, 24, 25, 29, 32, 33, 35, 40, 45         | Városháza, Kormányablak, Szent Pantaleon Kórház, Rendelőintézet, Intercisa Múzeum, Dózsa Mozicentrum, Móricz Zsigmond Általános Iskola, Nemzeti Adó- és Vámhivatal                          |
| 17 | Dózsa György út 60.             | 2, 4, 8, 11, 18, 20, 22, 23, 24, 25, 27, 29, 32, 33, 35, 40, 44, 45 | Dunaújváros Áruház, Dunaújvárosi Egyetem, Széchenyi István Gimnázium és Kollégium, Dunaújvárosi SZC Kereskedelmi és Vendéglátóipari Szakgimnáziuma és Szakközépiskolája, Csillagvirág Óvoda |
| 19 | Kertváros                       | 18, 32, 33, 40, 44, 45                                              | Százszorszép Óvoda, Lorántffy Zsuzsanna Szakközépiskola és Szakiskola |
| 20 | Béke körút                      | 11, 28, 40, 44, 45                                                  | INTERSPAR Áruház, Bóbita Óvoda, Százszorszép Óvoda, Lorántffy Zsuzsanna Szakközépiskola és Szakiskola                                                                                       |
| 22 | PROFI Üzletház                  | 11, 28, 40, 44, 45                                                  | Arany János Általános Iskola, Napsugár Óvoda |
| 25 | Békeváros, Bagolyvár végállomás | 11, 28, 40, 45                                                      | |